# جيمس ديبارغ
جيمس ديبارغ (بالإنجليزية: James DeBarge)‏ هو مغني أمريكي، ولد في 22 أغسطس 1963 في ديترويت في الولايات المتحدة.

## وصلات خارجية
- جيمس ديبارغ على موقع IMDb (الإنجليزية)
- جيمس ديبارغ على موقع ميوزك برينز (الإنجليزية)
- جيمس ديبارغ على موقع إن إن دي بي (الإنجليزية)
- جيمس ديبارغ على موقع ديسكوغز (الإنجليزية)